# Károly Knezić
Károly Knezić, 6 septembre 1808- 6 octobre 1849, est un général hongrois d'un père d'origine croate et d'une mère magyare, exécuté pour sa participation à la révolution hongroise de 1848. Il est l'un des 13 martyrs d'Arad.

## Source de la traduction
- (en) Cet article est partiellement ou en totalité issu de l’article de Wikipédia en anglais intitulé « Károly Knezić » (voir la liste des auteurs).
- Notices d'autorité :   - VIAF
  - ISNI
  - GND
  - NUKAT